# Köztársasági palota (Berlin)
A Köztársasági palota (németül: Palast der Republik) volt a Német Demokratikus Köztársaság parlamentjének otthont adó egykori berlini középület. A Spree szigetén álló létesítményt 1976-ban adták át rendeltetésének, az 1980-as években itt rendezték a NSZEP kongresszusait is. Az NDK megszűntével egy ideig üresen állt, majd egyszerű kultúrházként működött tovább. Az értékes telket elfoglaló, 1970-es években modernnek számító építményt 2006-ban kezdték el lebontani, 2008 decemberére tűnt el teljesen.

## Története
Az 1970-es években a stabilizálódás jeleit mutató keletnémet állam parlamentjének új, reprezentatív épületre volt szüksége. Az új parlamenti épület számára a Spree egyik szigetét szemelték ki, ahol 1973 novemberében kezdődtek meg az építési munkálatok. A szigeten korábban a Berlini Városi Palota (Berliner Stadtschloss) állt, amelyet a második világháborús károk és a porosz militarista államban betöltött jelképes szerepe miatt inkább lebontottak. Másfél évtizeden át a telek üresen állt, néha rendezvényeket tartottak rajta, a hétköznapokon pedig autóparkolóként használták. A terület Kelet-Berlin szívében, a faltól biztos távolságban, az Alexanderplatzhoz közel fekszik, így ideális volt a Népi Kamara számára. Neves német építészmérnökök munkaközössége tervezte, köztük a legismertebbek Heinz Graffunder és Wolf-Rüdiger Eisentraut voltak.
Az építkezés 32 hónapon át zajlott. A modern épületbe 19 300 tonna acélt, 56 000 tonna betont és 8000 m² felületet kitevő üvegtáblát építettek be. Az épület acélszerkezetét 5000 tonnányi szórt azbeszttel vonták be, hogy egy esetleges tűzvésznek az épület ellenállhasson. A Köztársasági palota ünnepélyes átadására 1976. április 23-án került sor, a közönség előtt két nappal később nyitotta meg kapuit a létesítmény. 14 éven át, a berlini fal 1989-es leomlásáig az épület az NDK modernitását jelképező reprezentatív politikai, kulturális és szabadidős központként működött.
1989-et követően az épület elveszítette jelentőségét. Előbb az NDK Népi kamarájának működése szűnt meg, majd Kelet-Berlinben is életbe léptek a szigorú, azbeszt használatát tiltó nyugatnémet előírások. 1990. szeptember 17-én az egészségre veszélyesnek ítélt létesítményt teljesen lezárták. A palota felújítását nem tervezték, az egyre romló állagú épület a keletnémet állam emlékeként majdnem egy évtizedig állt üresen Berlin központjában. 1998-ban kezdődtek a palota azbesztmentesítési munkálatai, amelyeket úgy végeztek, hogy a későbbiekben lehetőség legyen az épület felújítására és lebontására is. 2002-ben a Bundestag a palota jövőbeni lebontásáról hozott határozatot. A palota helyén a tervek szerint a Humboldt-fórum nevű parkot hoznak majd létre, ám ez csak ideiglenesen foglalja majd el a Spree-parti területet. A Bundestag számolt a Berlini Városi Palota újbóli felépítésével is. Az akkor már Néppalotának (németül: Volkspalast) nevezett épület 2004-ben még egyszer újraéledt, kulturális rendezvényeknek, koncerteknek és kiállításoknak adott otthont. Berlini művészek több kísérletet tettek, hogy az épületet annak közösségi funkcióit is megőrizve mentsék meg a város számára, ám kísérletük nem járt sikerrel.
2006. január 19-én a Bundestag elrendelte a Köztársasági palota bontását. A tulajdonképpeni bontás már jóval korábban, 2005 elején megkezdődött; különböző vállalkozások az épület nem túl látványos belső részeit, berendezéseit szerelték le. A bontás elleni tiltakozások sikertelenek voltak. A palota bontásának befejezését eredetileg 2007 tavaszára tervezték, ám a munkálatok kezdettől fogva jelentős késéssel zajlottak. Az épületből kinyert acélanyagot részben a Burdzs Kalifa építkezésénél hasznosították, részben Volkswagen motorblokkokat gyártottak belőle. A 2008 decemberéig tartó bontás során csak a Köztársasági palota alapjait kímélték meg, ezek a területen később felépítendő újabb létesítmény részei lesznek majd. Az alapot 20 000m³ homokkal töltötték fel. 

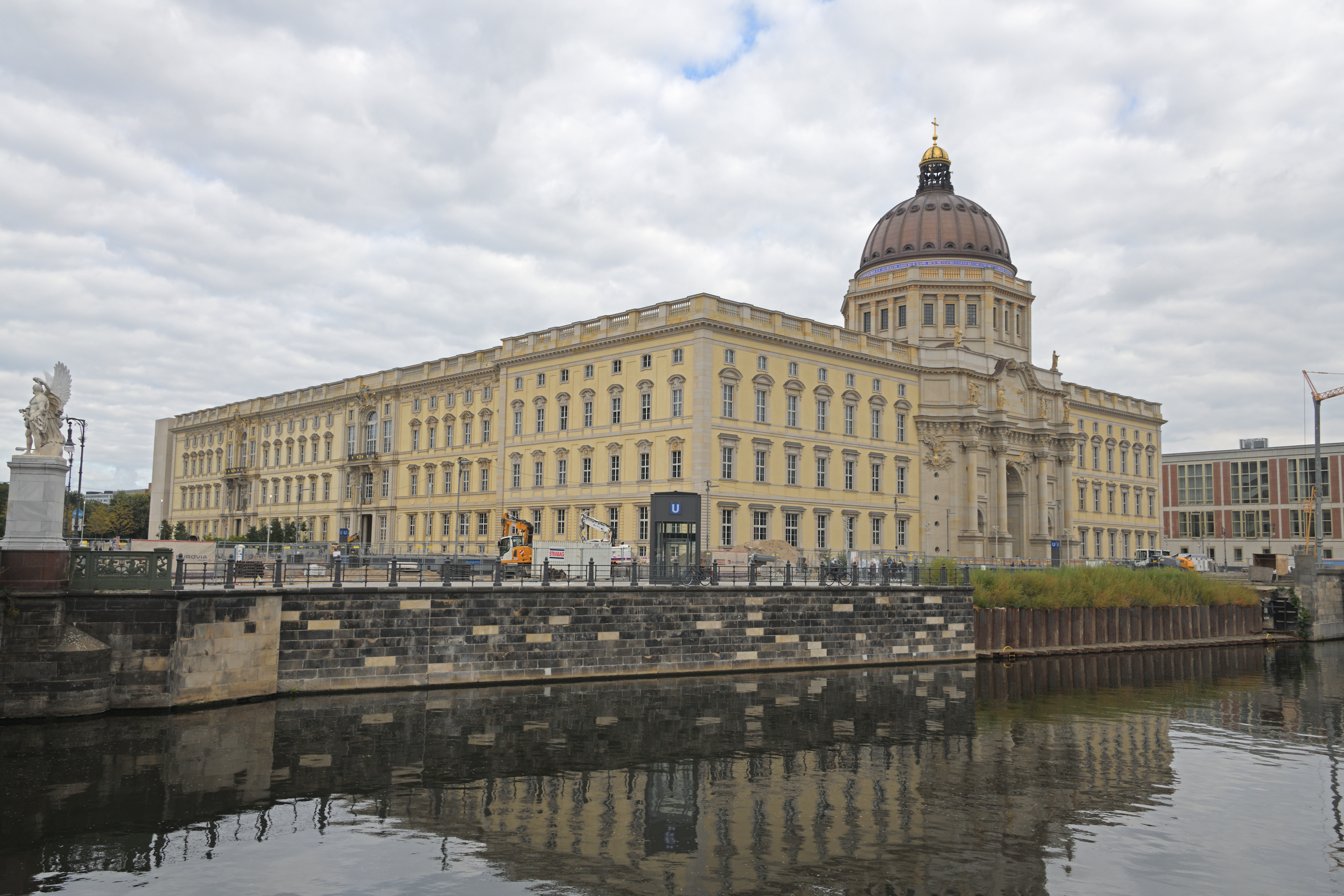
A Köztársasági palota helyén ma a Humboldt Forum épülete áll

Az üres telken 2010-ben kezdődött a Berlini Városi Palota (Berliner Schloss) homlokzatának újbóli felépítése. Az épület 2020-ra elkészült, Humboldt Forum néven múzeum és interkulturális központ működik benne. Az épület 3 külső oldalának homlokzata és kupolarésze a korábbi palota elemeit tartalmazza, míg a negyedik oldala modern változatban épült meg. 

## Funkciói

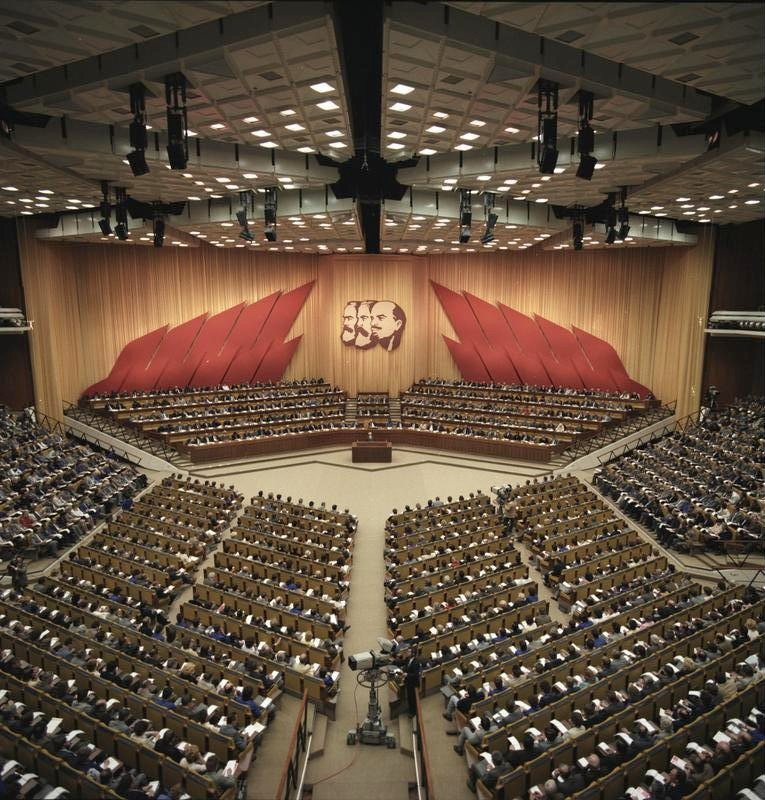
A NSZEP Kongresszusa a Nagyteremben, 1986

Az épületet úgy tervezték, hogy a parlamentáris funkciók mellett kulturális, közösségi és szabadidős térként is működhessen. A tervezők a 20. század elején a Belgiumban, Franciaországban és Németországban is működött munkásmozgalmi közösségi házak modernizált változatát képzelték el Berlin központjában. Az épület kialakításakor minden bizonnyal szem előtt tartották a Szovjetunió sikeres művelődési ház programját is. Építése kezdettől fogva presztízsberuházás volt, amelynek jelképeznie kellett a keletnémet állam életerejét és modernitását.
A hatalmas kongresszusi központ mellett számtalan kikapcsolódást nyújtó szolgáltatás is helyet kapott benne: tekepálya, étterem, tejivó, diszkó és egy kis színház is. Az épületnek saját hangstúdiója és postahivatala volt. A Palota belső tereinek dekorálására számtalan elismert keletnémet képzőművészt kértek fel. A folyosók és az éttermek falait festmények, bronz domborművek és gobelinek díszítették. Az épület belső terét modern formatervezéssel készült lámpasorok világították meg.
Az épületben két, rendezvények megtartására alkalmas csarnok helyezkedett el. A Kisterem az NDK Népi Kamarájának (a keletnémet parlamentnek) szolgált ülésterméül. A Nagyterem hatalmas, hatszög alakú, 67 méter átmérőjű és 18 méter magas csarnokában kongresszusokat és koncerteket tartottak. A saját korában technikai csúcsszintet képviselő rendezvényteremben többféle térhasználatra nyílt mód. A padló egyes részei süllyeszthetőek voltak, így a termet akár át is alakíthatták a különböző igényeknek megfelelően. A Kelet-Berlinbe látogató külföldi előadók (többek között Karel Gott, Carlos Santana, Míkisz Theodorákisz) rendre itt adtak koncertet.